# Manfredo Fanti
Manfredo Fanti (Carpi, 23 febbraio 1806 – Firenze, 5 aprile 1865) è stato un generale e politico italiano, ricordato quale fondatore del Regio Esercito.

## Biografia

### Origini e formazione
Figlio di Antonio e di Silea Ferrari Corbolani, crebbe cittadino del Ducato di Modena. Nel 1825 fu ammesso nel Corpo dei pionieri dell'esercito del duca Francesco IV d'Este e, dopo cinque anni di studi, conseguì la laurea in ingegneria e fu promosso ufficiale del Genio.

### La partecipazione ai moti del 1830-1831
Nel contesto dei moti del 1830-1831, nel 1831 aderì al Governo insurrezionale di Modena, che aveva assunto il potere dopo la cattura di Ciro Menotti e la fuga di Francesco IV d'Este. Combatté in Romagna con le truppe di Carlo Zucchi, segnalandosi il 25 marzo nella battaglia delle Celle a Rimini. Dopo la capitolazione di Ancona, condannato all'impiccagione, si rifugiò in Francia, dove regnava Luigi Filippo, ottenendo di essere arruolato nel corpo del Genio. Nel 1834 prese parte al tentativo rivoluzionario di Giuseppe Mazzini di invadere la Savoia, nel Regno di Sardegna.

### L'esilio in Spagna
Nel 1835 passò in Spagna, ove restò tredici anni, per arruolarsi volontario nell'Esercito della reggente Maria Cristina di Borbone, nella guerra contro i carlisti. Fu tenente nel 5º Battaglione di Catalogna, poi capitano quindi maggiore, sempre per merito di guerra. Nel 1839 entrò nell'esercito regolare spagnolo e nel 1847 venne promosso colonnello di cavalleria assumendo le funzioni di capo di Stato Maggiore del comando generale di Madrid. Sposò Carlotta Tio, di Valencia.

### Prima e seconda guerra d'indipendenza

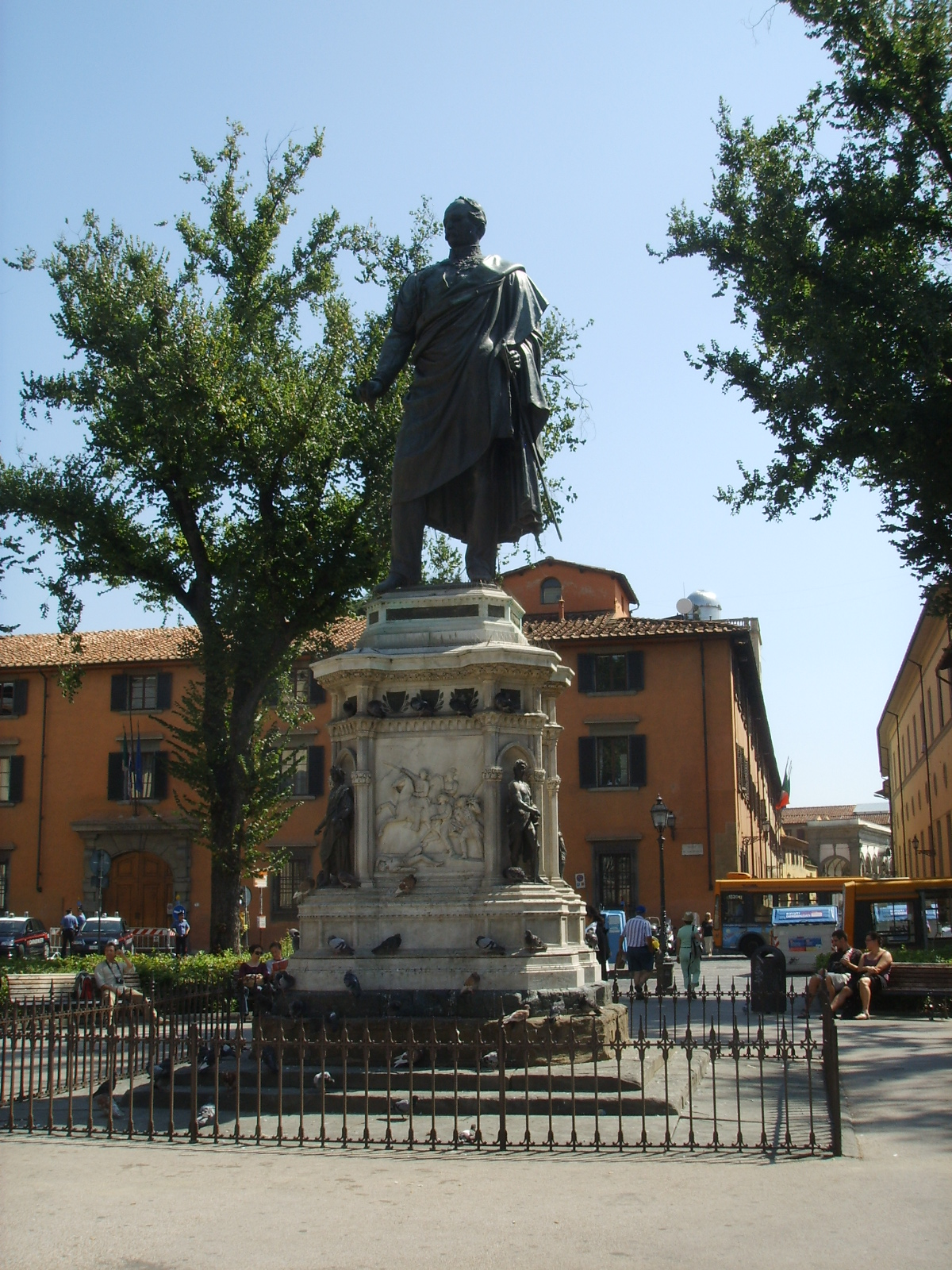
Monumento al Generale Manfredo Fanti, Firenze

Tornato in Italia nel 1848, allo scoppio della prima guerra di indipendenza offrì invano i propri servigi al re di Sardegna Carlo Alberto di Savoia e al governo provvisorio di Milano che gli affidò l'incaricò di apprestare a difesa la città di Vicenza, con il grado di maggior generale. Dopo la ritirata dal Veneto, partecipò alle abortite operazioni in difesa di Brescia, Milano ed Alessandria. A Milano ebbe un certo ruolo nel garantire la sicurezza di Carlo Alberto, minacciata dai milanesi furiosi per la notizia della consegna della città agli austriaci del generale Josef Radetzky. Nel novembre del 1848 assunse il comando della 2ª Brigata della Divisione Lombarda, formata da volontari lombardi, con il grado di generale di brigata.
Nel 1849 fu ammesso al Congresso consultivo permanente di guerra piemontese e fu eletto deputato al Parlamento subalpino per il collegio di Nizza Monferrato. Partecipò alla campagna del 1849 e, dopo la disfatta alla battaglia di Novara del 23 marzo, sostituì il suo superiore, il generale Gerolamo Ramorino, ritenuto uno dei maggiori responsabili della disfatta e fucilato.
Nell'aprile 1849 impedì alla sua divisione, malgrado la volontà dei soldati, di intervenire a difesa dei genovesi insorti contro i quali era in atto la violenta repressione comandata da Alfonso La Marmora. Fanti venne tuttavia sospettato di tradimento e risultò in disaccordo col comportamento di La Marmora e di altri ufficiali. Fu quindi processato con l'accusa di corresponsabilità con il Ramorino nei precedenti fatti di Novara. Fu assolto, ma fu comunque allontanato dall'esercito. Divenuto suddito sardo nel 1850, solo cinque anni dopo ottenne un nuovo comando, partecipando alla spedizione piemontese della guerra di Crimea al comando della 2ª Brigata provvisoria.
Nel corso della seconda guerra di indipendenza, con il grado di luogotenente generale, comandò la 2ª Divisione, segnalandosi nei combattimenti a Magenta, Palestro e a San Martino. Venne per questo insignito della croce di cavaliere dell'Ordine Militare di Savoia.

### La riorganizzazione dell'esercito piemontese
Dopo l'armistizio di Villafranca dell'11 luglio 1859, Fanti venne incaricato della riorganizzazione delle nuove divisioni formate dalle Lega dell'Italia Centrale (comprendente Granducato di Toscana, Ducato di Parma, Ducato di Modena e Legazione delle Romagne) e, nel giro di pochi mesi, seppe trasformarle in un funzionante corpo di 45.000 uomini, provenienti da diverse parti della penisola. Fanti diede un contributo decisivo per impedire il tentativo di restaurazione, effettuato nell'autunno dello stesso anno da Francesco Giuseppe di concerto con Francesco II di Borbone, a sostegno delle rivendicazioni di Pio IX, del granduca di Toscana e dei duchi di Modena e Parma per il recupero dei loro territori. Dopo aver sventato il piano consolidò il possesso del territorio fondando l'Accademia Militare di Modena, ospitata nel palazzo del deposto Francesco V d'Este. Fanti seppe anche fermare Giuseppe Garibaldi che, reduce dai successi dei Cacciatori delle Alpi, si era portato in Romagna e intendeva procedere verso Umbria e Marche senza l'assenso di Napoleone III di Francia che difendeva lo Stato Pontificio.

### La carriera politica e militare
Sulla base di tali credenziali, nel gennaio 1860, Camillo conte di Cavour (rientrato al governo dopo essersi dimesso alla notizia dell'armistizio di Villafranca) incaricò Fanti del Ministero della guerra e della Marina. Suo primo e fondamentale incarico fu l'incorporazione dell'esercito della Lega dell'Italia Centrale nell'Esercito piemontese. Il 29 febbraio 1860 fu nominato da re Vittorio Emanuele II di Savoia senatore.
Il 5 maggio prese avvio la spedizione dei mille; Fanti fu nominato a capo del Corpo d'esercito destinato ad operare nell'Italia centrale: ebbe una parte rilevante nella battaglia di Castelfidardo e nella conquista di Perugia che portarono all'annessione piemontese di parte dello Stato Pontificio, in particolare dei territori appartenenti alla Legazione delle Marche e alla Legazione dell'Umbria. Fu decorato della gran croce dell'Ordine Militare di Savoia.
Divenne, quindi, generale d'armata e capo di stato maggiore generale dell'esercito nell'Italia meridionale: sconfisse i borbonici alla battaglia di Mola e fu decorato di medaglia d'oro al valore con regio decreto del 1º giugno 1861 per la riuscita organizzazione dell'assedio di Gaeta, terminato con la resa della piazzaforte il 13 febbraio 1861. Il 4 maggio 1861 a Torino Fanti, in qualità di Ministro della Guerra, poté quindi decretare che l'esercito, prima denominato Armata Sarda, avrebbe preso il nome di Regio Esercito italiano. La sua opposizione alla facile ammissione nel Regio Esercito dei circa 5.000 ufficiali dell'Esercito meridionale di Garibaldi, con la conservazione del grado, lo rese impopolare.

### Gli ultimi anni e la morte
Alla morte di Cavour, il 7 giugno 1861 si dimise dal ministero, per assumere il comando del 7º Corpo d'armata. Venne tuttavia presto colpito da una grave malattia, che lo costrinse dapprima a ritirarsi a vita privata nel 1863, e poi lo portò alla morte, a Firenze, il 5 aprile 1865. Fu sepolto nella cattedrale di Carpi: la sua tomba si trova presso l'ingresso principale.